# Ngọc bút
Ngọc bút hay còn gọi bánh hỏi, lài trâu, lài trâu bánh hỏi, lài tây (danh pháp khoa học: Tabernaemontana divaricata) là một loài thực vật có hoa trong họ La bố ma. Loài này được (L.) R.Br. ex Roem. & Schult. miêu tả khoa học đầu tiên năm 1819.

## Hình ảnh

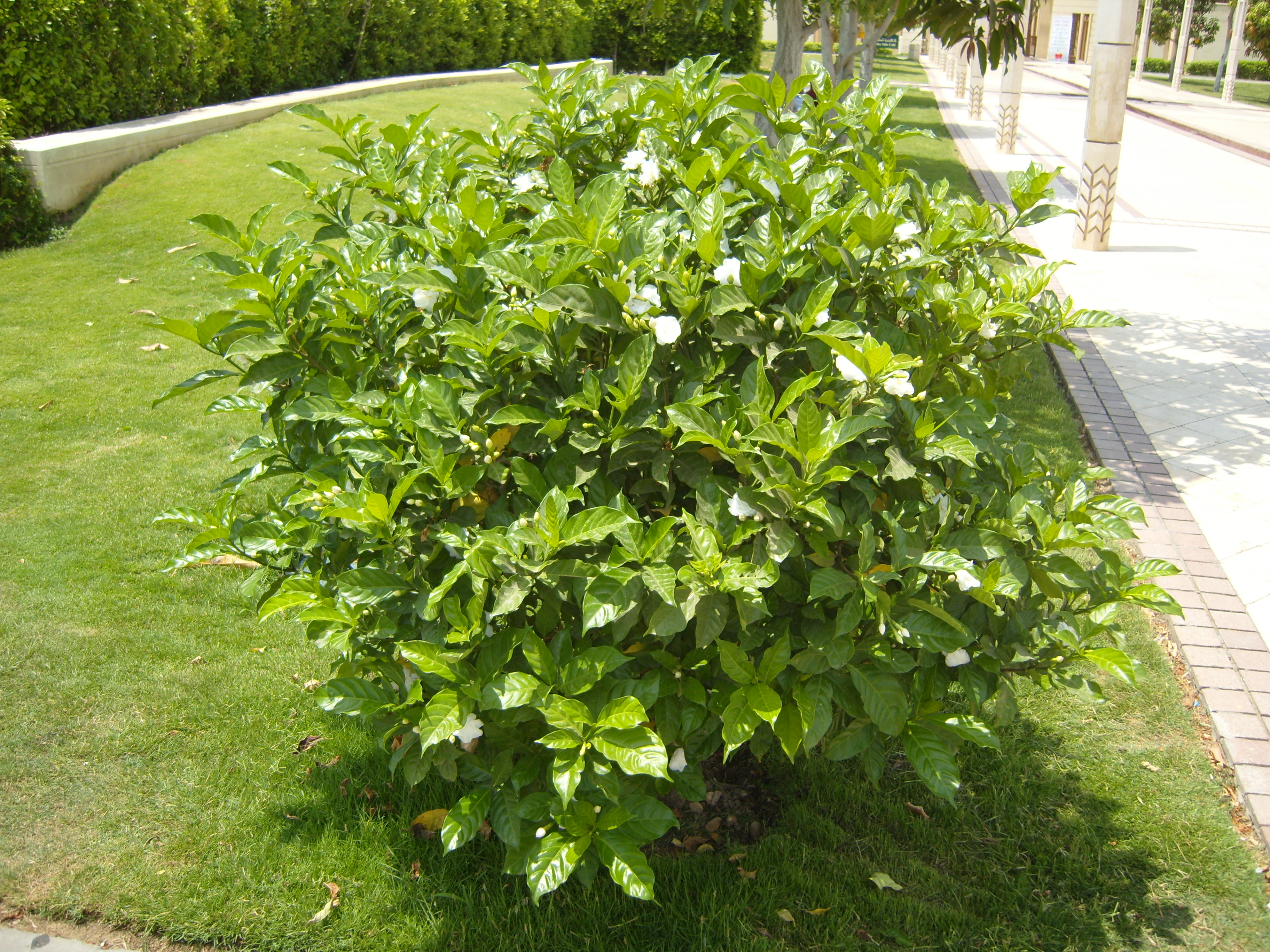
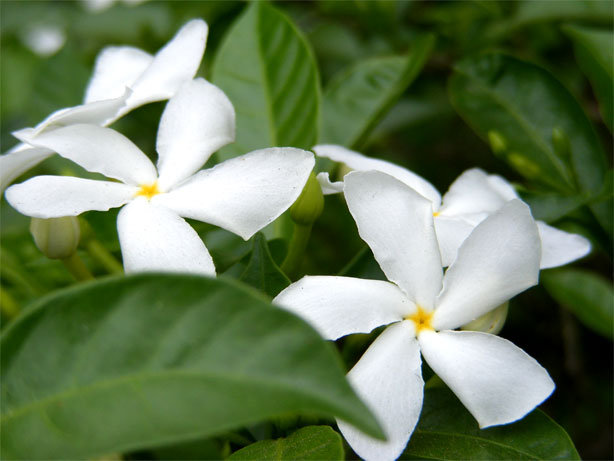
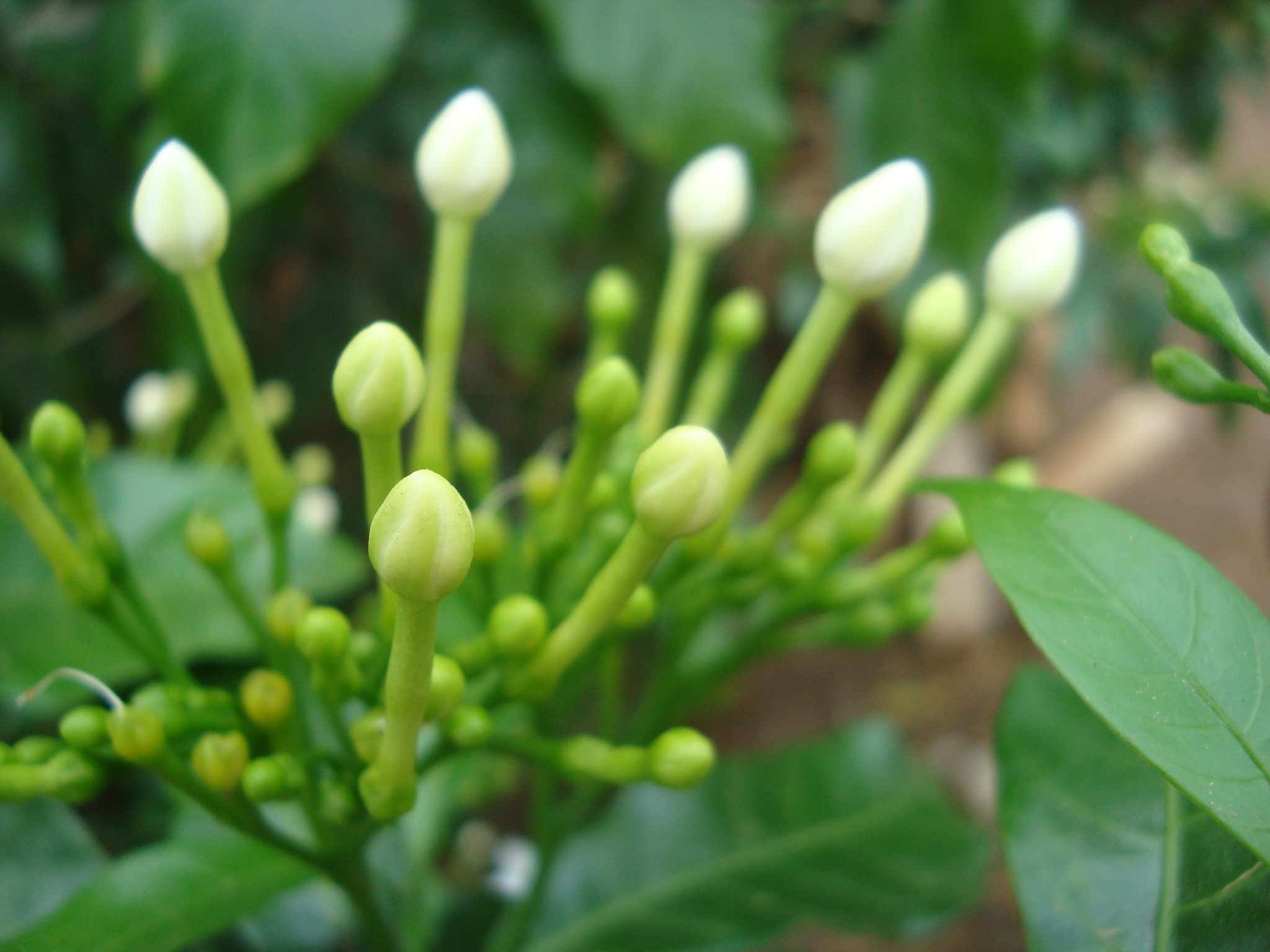
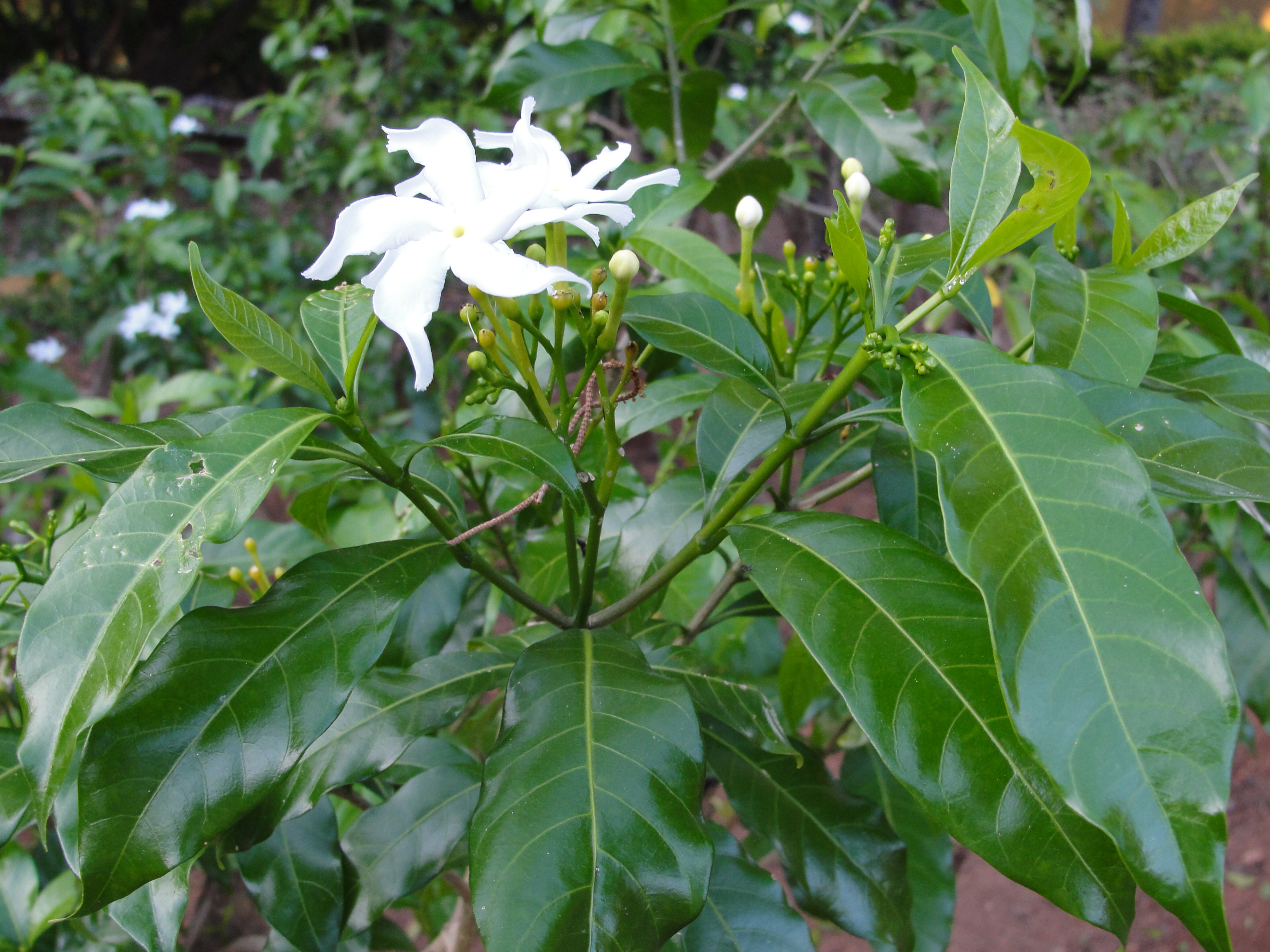